# The Young Wife
The Young Wife ist ein Filmdrama von Tayarisha Poe, das im März 2023 beim South by Southwest Film Festival seine Premiere feierte und Ende Mai 2024 in die US-Kinos kam. In dem Film gerät eine junge Frau, gespielt von Kiersey Clemons, am Tag ihrer geplanten Hochzeit in Panik.

## Handlung
Es ist ein sonniger Tag, als die Gäste für die Hochzeitsfeierlichkeiten von Celestina kommen. Doch dann nähert sich ein Sturm, und die junge Frau Ende zwanzig gerät nicht nur wegen der Wetterveränderungen zunehmend in Panik.

## Produktion

### Filmstab und Besetzung

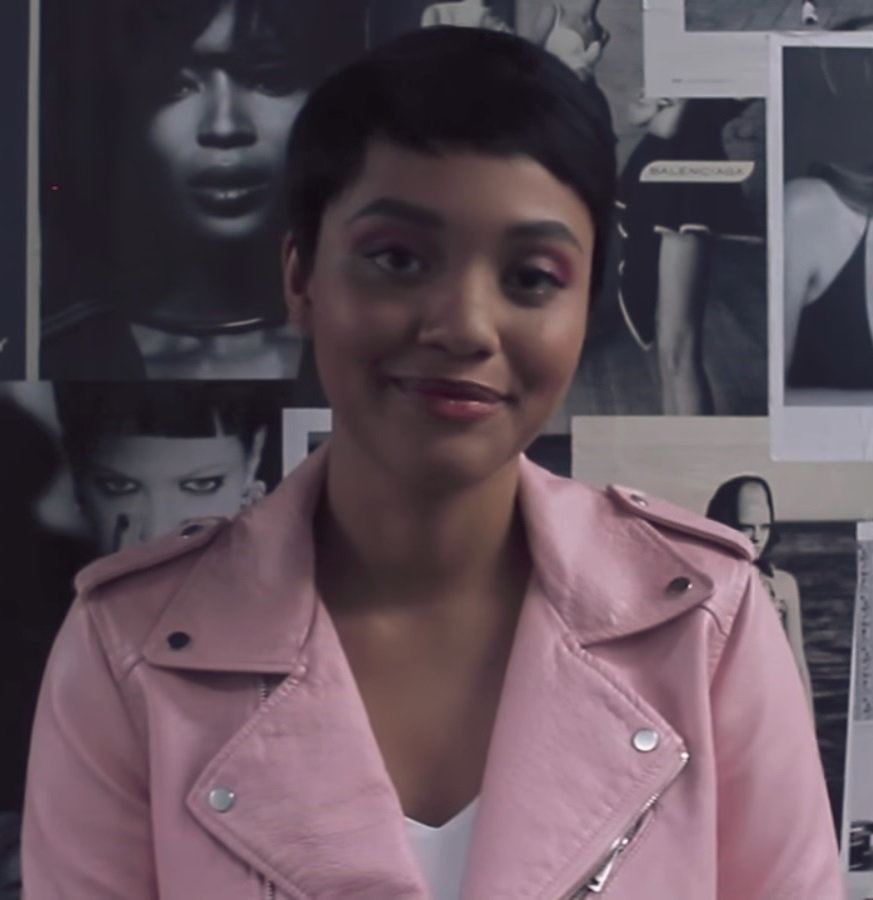
Kiersey Clemons spielt in der Hauptrolle Celestina

Regie führte Tayarisha Poe, die auch das Drehbuch schrieb. Bei The Young Wife handelt es sich nach dem Film Selah and the Spades, der 2019 auf Prime Video veröffentlicht wurde, um ihre zweite Regiearbeit.
Kiersey Clemons spielt in der Hauptrolle Celestina. In weiteren Rollen sind Leon Bridges, Kelly Marie Tran, Michaela Watkins, Aya Cash, Sandy Honig, Brandon Micheal Hall, Lukita Maxwell, Sheryl Lee Ralph und Judith Light zu sehen.

### Dreharbeiten und Veröffentlichung
Die Dreharbeiten wurden Ende Februar 2022 begonnen und waren auf einen Monat angesetzt. Als Kameramann fungierte Jomo Fray, mit dem Poe bereits für Selah and the Spades zusammenarbeitete und der hiernach für Port Authority von Danielle Lessovitz, No Future von Andrew Irvine und Mark Smoot, Runner von Marian Mathias und All Dirt Roads Taste of Salt von Raven Jackson tätig war.
Die Premiere erfolgte am 12. März 2023 beim South by Southwest Film Festival. Am 31. Mai 2024 kam der Film in ausgewählte US-Kinos.

## Rezeption

### Altersfreigabe und Kritiken
In den USA erhielt der Film von der MPAA ein R-Rating, was einer Freigabe ab 17 Jahren entspricht.
Von den bei Rotten Tomatoes aufgeführten Kritiken sind 90 Prozent positiv.

### Auszeichnungen
South by Southwest Film Festival 2023
- Nominierung für den Adam Yauch Hörnblowér Award (Tayarisha Poe)